# Pachnoda canui
Pachnoda canui är en skalbaggsart som beskrevs av Rigout 1989. Pachnoda canui ingår i släktet Pachnoda och familjen Cetoniidae. Inga underarter finns listade i Catalogue of Life.